# Big Brother 2011

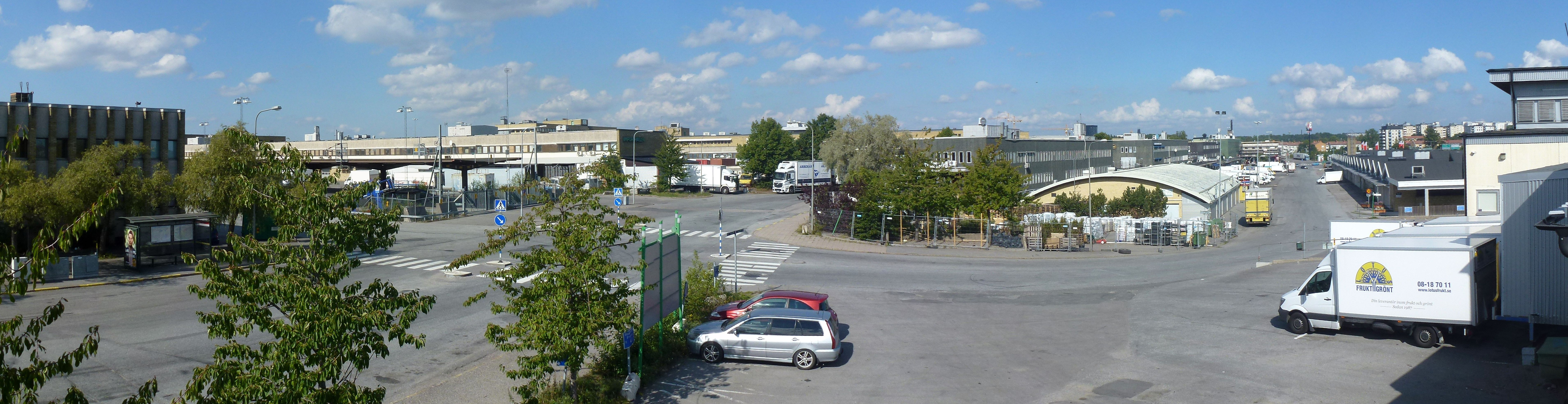
Programmet spelades in i ett hus i Årsta partihallar

Big Brother 2011 var svenska Big Brothers sjunde säsong som pågick mellan den 20 februari och 5 juni 2011 på TV11. Programledare var Gry Forssell. Huset som deltagarna var inlåsta i låg i Årsta partihallar utanför Stockholm.. Sändningarna pågick dygnet runt och kunde följas både via TV4 Play för en avgift och dessutom via en särskild TV-kanal som Com Hem erbjöd. Efter 106 dagar avgjordes finalen, där Simon Danielsson korades till vinnare.
Under hösten 2011 sände norsk tv en ny egen säsong av Big Brother i Norge. Till denna säsong använde man sig av samma studio som TV11 använde, eftersom huset ändå stod tomt.

## Wildcards
Under säsongens gång fick tittarna chansen att rösta in två wildcards till Big Brother-huset. De manliga deltagarna fick också rösta in en person. 

### Glashuset
Mellan den 19 och 27 februari tävlade fyra så kallade "jokrar" i ett annat Big Brotherhus, kallat Glashuset, beläget i Skärholmens centrum. Av de fyra som befann sig i huset skulle tittarna rösta fram två stycken, en kille och en tjej, som fick gå vidare till det riktiga Big Brother-huset. Deras uppdrag i riktiga huset var att vara husets ledare. Glashuset kunde endast följas via programmets hemsida, men var kostnadsfritt att se på. Jokarna var (de fetmarkerade gick vidare):
- Jimmy Guliano, 30 år, Malmö
- Gurkan Gasi, 26 år, Västerås
- Roza Kahi, 21 år, Kista
- Sophie Palmstierna, 26 år, Malmö

### Hunk Eden
I den första veckofinalen meddelades det att tittarna åter fick chansen att rösta in en deltagare i Big Brother-huset. Den här gången skulle det stå mellan tre killar som först hade bosatt sig i ett hus i Thailand, men sedan flyttat in i ett liknande Glashus i Stockholm, där de skulle utföra vissa utmaningar, som gjorde en av dem till "Husets Hunk". En av de tre röstade tittarna sedan in i originalhuset. De tre killarna var (den fetmarkerade gick vidare):
- Henrik Ström, 22 år, Åkersberga
- Martin Isberg, 26 år, Stockholm
- Patrik Edvardsson, 33 år, Kristianstad (41,64%)

### Oasen
En månad efter att Big Brother börjat sändas flyttade tre tjejer in i Big Brother-husets uppdragsrum, kallat Oasen. Under den tävlingsveckan var det killarna i huset som skulle bestämma vem av de tre som fick flytta in i riktiga huset. Vinnaren blev den sista riktiga deltagaren att gå in i originalhuset. Under den tid som tjejerna befann sig i Oasen kunde man följa dem gratis via Big Brothers hemsida. De tre tjejerna var (den fetmarkerade gick vidare):
- Marisol Egana, 24 år, Stockholm
- Madelene Stigsjöö, 25 år, Göteborg
- Minela Grebenarevic, 22 år, Växjö

### Infiltration
Efter tolv veckors tävlan i huset fick tittarna bestämma vad de ville se mer av i huset. Tittarna valde att de ville ha in fler tjejer i huset och röstade därför fram att två tjejer skulle få flytta in i huset. Tjejernas uppdrag var att bli husets mullvadar, det vill säga medvetet förstöra för de andra i huset dock utan att de andra visste om det. Tjejerna flyttade in i huset söndagen den 15 maj, men redan dagen efter fick en av dem lämna huset. Tjejerna som röstades in var (den fetmarkerade fick stanna kvar i huset den veckan ut):
- Ida Nordfeldt, 26 år, Trosa
- Matilda Rubino, 21 år, Södertälje

## Deltagare i Big Brother-huset
Från första dagen fick totalt sjutton personer gå in i huset, men ytterligare fyra personer röstades in som wildcards. Deltagarna Ebba Berglund och Rickard Andersson tävlade som ett par, fast i hemlighet mot de andra deltagarna. Nedan listas de personer som deltog i Big Brother 2011, i den ordning som de lämnade huset.
| Nr | Deltagare                  | Ålder1 | Stad2        | In i huset (dag) | Lämnade huset (dag) | Anmärkning                                                |
| -- | -------------------------- | ------ | ------------ | ---------------- | ------------------- | --------------------------------------------------------- |
| 1  | Simon Danielsson           | 29     | Umeå         | Dag 1            | Dag 106             | Slutgiltig vinnare.                                       |
| 2  | Peter Orrmyr               | 33     | Göteborg     | Dag 1            | Dag 106             | Blev tvåa.                                                |
| 3  | Martin Granetoft           | 22     | Hörby        | Dag 1            | Dag 106             | Blev trea.                                                |
| 4  | Sara Jönsson               | 24     | Malmö        | Dag 1            | Dag 101             | Utröstad av tittarna dag 99, Lämnade huset först dag 101. |
| 5  | Christian Lundgren         | 24     | Farsta       | Dag 1            | Dag 99              | Utröstad av tittarna.                                     |
| 6  | Gurkan Gasi                | 27     | Västerås     | Dag 8            | Dag 92              | Wildcard, senare utröstad av tittarna.                    |
| 7  | Madelene Stigsjöö          | 25     | Göteborg     | Dag 33           | Dag 85              | Wildcard, senare utröstad av tittarna.                    |
| 8  | Katerina Kazelis           | 34     | Malmö        | Dag 1            | Dag 78              | Utröstad av tittarna.                                     |
| 9  | Sonia Kamau                | 22     | Stockholm    | Dag 1            | Dag 71              | Utröstad av tittarna.                                     |
| 10 | Rodney Da Silva            | 23     | Handen       | Dag 1            | Dag 64              | Utröstad av tittarna.                                     |
| 11 | Annie Almén                | 27     | Lidköping    | Dag 1            | Dag 57              | Utröstad av tittarna.                                     |
| 12 | Patrik Edvardsson          | 34     | Kristianstad | Dag 15           | Dag 50              | Wildcard, senare utröstad av tittarna.                    |
| 13 | Vanessa Lopez              | 27     | Malmö        | Dag 1            | Dag 43              | Utröstad av tittarna.                                     |
| 14 | Roza Kahi                  | 20     | Kista        | Dag 8            | Dag 36              | Wildcard, senare utröstad av tittarna.                    |
| 15 | Niklas "Nicky" Frantassiev | 20     | Stockholm    | Dag 1            | Dag 29              | Utröstad av tittarna.                                     |
| 16 | Sanna Redsäter             | 23     | Floda        | Dag 1            | Dag 22              | Utröstad av tittarna.                                     |
| 17 | Tobias Holm                | 30     | Örebro       | Dag 1            | Dag 16              | Avbröt sin medverkan av privata skäl.                     |
| 18 | Cilla Domstad              | 39     | Gävle        | Dag 1            | Dag 15              | Utröstad av tittarna.                                     |
| 19 | Jessica Karlén             | 22     | Lund         | Dag 1            | Dag 10              | Avbröt sin medverkan av hälsoskäl.                        |
| 20 | Ebba Berglund              | 24     | Malmö        | Dag 1            | Dag 7               | Avbröt medverkan av privata skäl.                         |
| 21 | Rickard Andersson          | 27     | Malmö        | Dag 1            | Dag 7               | Avbröt sin medverkan av hälsoskäl.                        |

1 Med "ålder" avser hur gammal personen var då denne klev in i huset.

2 Med "stad" avser var personen bodde innan denne klev in i huset.

## Teman & nominerade
Varje vecka tävlade deltagarna i olika utmaningar, som de var tvungna att utföra för att göra "Big Brother" nöjd. Varje vecka nominerade deltagarna två personer vardera, av de två som fick flest nomineringar fick tittarna avgöra vem som skulle få stanna kvar respektive lämna huset. Om en eller flera deltagare bröt mot Big Brothers regler under veckan blev även denna/dessa deltagare straffnominerade. Nedan listas de teman som utmaningarna kretsade kring.
| Tävlings-vecka | Tema                  | Uppdrag | Resultat             | Resultat                                                                 | Resultat          | Resultat                            | Wildcards (ej i huset)   | Anmärkning |
| Tävlings-vecka | Tema                  | Uppdrag | Immunitet            | Nominerade                                                               | Utröstad          | Avbröt medverkan                    | Wildcards (ej i huset)   | Anmärkning |
| -------------- | --------------------- | --- | -------------------- | ------------------------------------------------------------------------ | ----------------- | ----------------------------------- | ------------------------ | --- |
| 1 20-27/2      | Spänning-trygghet     | Deltagarna fick en och en gå in i bikten och bestämma sig för antingen "spänning" eller "trygghet". Därefter fick de som valt "spänning" vid ett flertal tillfällen sätta på sig dräkter som gav ifrån sig elstötar, medan de som valde "trygghet" fick sitta ihop två och två med handklovar. | -                    | Katerina, Rickard                                                        | -                 | Rickard, Ebba                       | Gurkan, Roza (In dag 8)  | *De nominerade blev straffnominerade av Big Brother. *Ingen utröstning skedde då en av de nominerade lämnade huset före söndagens utröstning.                                                                               |
| 2 28/2-6/3     | Killarna vs. tjejerna | Killarna mötte tjejerna i olika grenar, där vinnarlaget blev immuna mot utröstning. Det lag som förlorade den dagliga utmaningen blev vinnarlagets slavar. | Killarna, Roza       | Cilla, Katerina, Sanna                                                   | Cilla             | Jessica                             | Patrik (In dag 15)       | *Cilla blev straffnominerad av Big Brother. |
| 3 7-13/3       | Sibirien              | Deltagarna skulle sitta en minut i iskallt vatten med bara huvudet ovanför ytan. De som inte klarade av den utmaningen förflyttades under veckan till Big Brothers sibiriska fångläger. Där fick de utföra vissa uppdrag, såsom att vakta en eldstad. | Gurkan, Patrik, Roza | Katerina, Nicky, Sanna                                                   | Sanna             | Tobias                              | -                        | *Deltagarna fick tillgång till husets lounge. *Sanna blev straffnominerad av Big Brother. |
| 4 14-20/3      | Sjukhuset             | Deltagarna fick lotta sina diagnoser och därefter leva efter dessa under veckan. De deltagare som inte hann ut ur huset när larmet gick fick flytta in i sjukhuset och utföra olika uppdrag så att de i huset fick bl.a. mat och behålla sina saker. | Gurkan, Roza         | Katerina, Nicky                                                          | Nicky             | -                                   | -                        | |
| 5 21-27/3      | Tusen och en natt     | Alla i huset fick lämna ifrån sig sina personliga tillhörigheter och därefter skulle de sy en orientalisk outfit. Några av killarna fick under vissa dagar bo med tre andra tjejer i ett rum som kallades oasen och därefter bestämma sig för vem de ville ha in i huset. | Katerina, (Madelene) | Roza, Vanessa                                                            | Roza              | -                                   | Madelene (In dag 33)     | *Katerina blev framröstad av tittarna att bli immun i två veckor. *Madelene flyttade in i huset bara minuter innan veckans nomineringar skulle genomföras, vilket gjorde henne immun eftersom ingen kände henne ordentligt. |
| 6 28/3-3/4     | Humor                 | Deltagarna fick göra olika saker i humorns tecken, såsom roast (elak hyllning till en annan deltagare) och en sitcom (humorserie med pålagda skratt och applåder). En natt övergick humorn till skräck istället, men dagen efter var det humor igen som gällde. | Katerina, Madelene   | Patrik, Rodney, Vanessa                                                  | Vanessa           | -                                   | -                        | *Rodney blev straffnominerad av Big Brother. |
| 7 4-10/4       | Internatskola         | Deltagarna fick under veckan leva som lärare och elever på en internatskola. Under veckan bytte rollerna plats så att de flesta deltagare fick pröva på att både lära ut, vara elev eller annan personal på skolan. Temat avslutades på onsdagen med studentfest, där samtliga elever utom två (Gurkan och Rodney) blev godkända. | -                    | Patrik, Rodney                                                           | Patrik            | -                                   | Basshunter (In dag 51)   | |
| 8 11-17/4      | Big Brother studios   | Deltagarna fick sjunga upp för artisten Basshunter och därefter bestämde han vilka som skulle få sjunga den låt som han har specialskrivit för Big Brother. De fem han valde var Sonia, Annie, Simon, Gurkan och Sara. Under veckan flyttade det även in ett par levande djur, spelade av personer i produktionen, som deltagarna fick i uppdrag att ignorera. Så fort en deltagare inte ignorerade djurens retsamma stil drog produktionen av 100 kronor i deltagarnas matbudget. | -                    | Annie, Katerina, Madelene                                                | Annie             | Basshunter                          | -                        | *Basshunter flyttade in i husets uppdragsrum för att skriva en låt tillsammans med fem av deltagarna. |
| 9 18-24/4      | (O)hälsa              | Deltagarna skulle under början av veckan försöka att gå upp så mycket som möjligt för att sedan försöka att gå ned så mycket som möjligt. Simon vann under veckan en tävling i att äta flest bakelser och blev därmed immun mot nominering denna vecka. | Simon                | Katerina (9 725), Madelene (6 290), Rodney (6 289)                       | Rodney            | -                                   | -                        | *Rodney blev straffnominerad av Big Brother. *Mellan Madeleine som blev tvåa och Rodney som blev trea skilde det bara en röst.                                                                                              |
| 10 25/4-1/5    | Big Brother battles   | Deltagarna skulle under veckan tävla i individuella tävlingar, dvs. alla mot alla där endast en vann per tävling. I vissa fall hölls även grupptävlingar där vinnarna vann en måltid tillsammans. De individuella vinsterna var bl.a. en tandblekning, tatuering och en parmiddag. | -                    | Christian, Gurkan, Katerina, Madelene, Martin, Peter, Sara, Simon, Sonia | Sonia             | -                                   | -                        | *Big Brother nominerade samtliga nio kvarvarande i huset eftersom det var en individuell tävlingsvecka. |
| 11 2-8/5       | Himmel & helvete      | Big Brother-huset blev till ett himmelsparadis, där deltagarna skulle leva efter dess dagliga tre budord. De som trotsade Big Brother/guden förflyttades till "helvetet", även om det var dagens vinnare (framröstad av tittarna) som hade det slutgiltiga beslutet att bestämma vilka två som skulle till helvetet. De två deltagare som klarade sig längst i himmelen, Madelene och Simon, fick som pris åka en helikoptertur och se Big Brotherhuset från luften. | -                    | Gurkan, Katerina, Peter                                                  | Katerina          | -                                   | -                        | *Gurkan blev straffnominerad av Big Brother. |
| 12 9-15/5      | Radiostation          | Deltagarna fick under veckan köra varsitt direktsänt radioprogram varje morgon eller kväll. Radioprogrammen direktsändes via Big Brothers hemsida, dock endast för dem som skaffat 24/7-abonnemanget. Dessutom hölls ett antal tävlingar som på torsdagen resulterade i att Martin blev vald av sitt lag att bli immun, medan resterande deltagare blev nominerade för utröstning. | Martin               | Christian, Gurkan, Madelene, Sara, Simon, Peter                          | Madelene          | -                                   | Ida, Matilda (In dag 85) | *I deltagarnas radioprogram busringde radiostationen NRJs profiler "Knappen & Hakim" upp deltagarna. *Markoolio gjorde ett kort besök under Martins program, då utklädd till ljudtekniker.                                  |
| 13 16-22/5     | Infiltration          | Två tjejer, Ida och Matilda, blev framröstade av tittarna att flytta in i huset. Dagen efter fick originaldeltagarna i uppdrag att rösta ut en av dem. Matilda fick stanna kvar och fick i uppdrag (i hemlighet av ledningen) att bli mullvad, dvs. medvetet förstöra för de andra utan att bli upptäckt. Veckans uppdrag för alla deltagare var att lära känna sina fem sinnen i olika tävlingar, bl.a. att gå in i ett nedsläckt rum och lista ut vad som fanns i olika lådor. Under söndagens direktsändning fick deltagarna reda på Matildas uppdrag och därefter lämnade hon huset. | -                    | Christian, Gurkan                                                        | Gurkan            | Ida (Ut dag 86) Matilda (Ut dag 92) | -                        | |
| 14 23-29/5     | Battle Week           | Deltagarna skulle under veckan tävla i individuella battles där veckans vinnare blev den första att bli klar för finalveckan, övriga blev nominerade för utröstning. | Martin               | Christian, Peter, Sara Simon                                             | Christian         | -                                   | -                        | |
| 15 30/5-5/6    | Finalvecka            | Veckan inleddes med att Peter blev fejkat utröstad och placerad i finalrummet med Martin, där de bodde till tisdagen. För Sara och Simon var det till en början ovisst vad som skulle hända, men när Martin och Peter återvände in i huset fick de veta att antingen Sara eller Simon skulle lämna huset samma dag. Sara var den som fick näst minst antal röster och fick därmed lämna huset. Under veckan fick finalisterna återuppleva olika teman som varit under säsongens gång. I finalen telefonröstade tittarna fram vinnaren.                                                   | -                    | Martin, Peter, Simon (Finalisterna)                                      | Sara (Ut dag 101) | -                                   | -                        | |

## Större händelser

### Hemligheter bland deltagarna
Vanessa Lopez avslöjades som den sjuttonde och sista deltagaren i livesändningen den 20 februari. Hennes medverkan hade inte avslöjats tidigare av produktionen. Där avslöjades också att hon är den första transsexuella kvinnan och deltagaren i svenska Big Brother, då hon tidigare var tilldelad könet man. En annan hemlighet som ingen av de övriga i huset visste var att deltagarna Rickard Andersson och Ebba Berglund i verkligheten är ett par. När paret lämnat Big Brother-huset fick de dock reda på sanningen. Vanessa valde under tredje veckan att berätta för alla i huset om sin hemlighet.
Efter att deltagaren Rodney Da Silva röstats ut från huset meddelade han i en tidningsintervju att han kände deltagaren Christian Lundgren sedan tidigare, men valt att inte berätta det för någon i huset.

### Oväntat besök i Big Brother-huset
På morgonen den 25 februari bröt sig Rix FM-reportern Ola Lustig in i Big Brother-huset, genom att hyra en kran. Han tog sig in över deltagarnas uteplats. När han väl landat på marken räckte han över ett paket till en av deltagarna och intervjuade samtidigt en annan deltagare. Efter att TV4 fått reda på att händelsen ägt rum valde de att polisanmäla det. Det är dock inte sagt om det är Lustig eller Rix FM som blivit polisanmälda.

### Tidiga avhopp
På kvällen den 26 februari, dvs. knappt efter en vecka efter att tävlingen startat, lämnade "det hemliga paret" Rickard Andersson och Ebba Berglund programmet av personliga skäl.
På eftermiddagen den 1 mars lämnade även deltagaren Jessica Karlén huset. I samråd med psykolog valde produktionen att plocka ut Jessica, eftersom hon inte kunnat sova på två dygn och inte mått speciellt bra i huset.
Tidigt på förmiddagen den 7 mars lämnade även deltagaren Tobias Holm huset. Anledningen var att han hade privata affärer som skulle avhandlas.

### Förlovning
Den 3 mars förlovade sig Rodney Da Silva och Sanna Redsäter, efter att de bara hade känt varandra i 12 dagar. Enligt Redsäter var detta bara gjort som en rolig sak. Senare visade det sig att de är numera bara goda vänner. Således var de inte förlovade utanför huset. Sanna hittades död den 1 februari 2013 i sin bostad i Göteborg.

### Irritation över livesändningsproblem
Tittarna som har köpt abonnemanget "24/7", dvs. att man dygnet runt, via Big Brothers hemsida, kan följa deltagarna live i huset, har blivit irriterade över att systemet inte fungerade. TV4 har medgett att tjänsten haft tekniska problem till och från, men har arbetat med att få tjänsten att fungera ordentligt sedan starten.

### Inkastade tennisbollar
Efter att Nicky Frantassiev lämnat huset den 20 mars, avslöjade han i en Aftonbladetartikel att någon eller några kastat in tre stycken tennisbollar på Big Brothers uteplats. En av dessa tennisbollar skulle enligt Nicky ha innehållit ecstasy-tabletter avsedda för deltagaren Tobias Holm. Det har inte sagts när tennisbollarna kastades in på uteplatsen . Efter detta reagerade TV4 och satte upp ett nät ovanför uteplatsen, så att ingen skulle kunna störa deltagarna på liknande eller andra sätt.

### Earth Hour
Lördagen den 26 mars ägde den s.k. Earth Hour rum, vilket innebar att man frivilligt släckte lampor i hem och andra ställen mellan klockan 20.30 och 21.30. TV11 meddelade samma dag Earth Hour skulle vara att även Big Brother skulle delta i manifestationen. Under den timmen släcktes hela huset ned och deltagarna befann sig i husets sovrum i mörkret.

### Hot och slagsmål
Under en kväll i huset hamnade deltagarna Roza Kahi och Rodney Da Silva i gräl med varandra, vilket slutade med att hon gav honom en smäll i ansiktet. Eftersom Roza redan var nominerad för utröstning vidtog inte TV4 några åtgärder mot detta, men man har sagt att man inte tolererar våld och gav henne en varning. 
Natten mellan den 6 april och 7 april skrek Rodney Da Silva hitlerhälsningar och hamnade i konflikt med Annie Almén. TV4 gav honom bara en varning att om han gjorde om det skulle han få lämna huset omedelbart. En anmälan kom in till JK (Justitiekanslern) som skulle utreda saken. Enligt Aftonbladet riskerade programmets ansvarige utgivare fängelse om det blev en fällande dom, vilket det aldrig blev..

### Demonstration utanför studion
Under söndagsfinalen, som sändes på första maj, höll ett antal fans till deltagaren Rodney Da Silva en demonstration utanför studion där de krävde Da Silvas återgång in i huset. Allt sedan ett stort antal tv-tittare anklagat Big Brother för att ha fuskat med rösterna då Rodney åkte ut, mot den inte lika populära Madelene Stigsjöö, med endast en rösts marginal i föregående söndagsfinal. Även en facebook-grupp som heter; Vi som tror Big Brother myglade med röstningen när Rodney åkte ut, startades där de påstod att det var helt omöjligt för Rodney att åka ut eftersom han var tittarfavorit. Gruppen växte sig snabbt stor och har idag ca 27 000 medlemmar.
Själva demonstrationen uppmärksammades av Big Brother-redaktionen.
Tisdagen den 10 maj fick Da Silva gå in i huset, dock endast för att lämna ett par öl till deltagarna i bikten. Först kände inte deltagarna till att Rodney hade varit inne i huset, men fick reda på det på livesändningen den 15 maj 2011.

### Finalveckans oväntade moment
Inför den näst sista livesändningen (söndagen den 29 maj) fick deltagarna i huset veta att två personer skulle få lämna huset. Samtidigt fick Martin Granetoft flytta från huset till finalrummet, eftersom han var en färdig finalist. I livesändningen blev Christian Lundgren den första deltagaren som fick lämna huset. Därefter ropades Peter Orrmyr upp, som också lämnade huset. Men så fort han var utanför huset blev han stoppad av programledaren Gry Forssell, fick en säck över huvudet, och leddes med hjälp av två vakter in i finalrummet. Där fick Peter och Martin veta att de två var färdiga finalister. Istället var det Sara Jönsson eller Simon Danielsson som skulle lämna huset. Först på tisdagen fick Martin och Peter gå in i huset igen och ta med sig glasboxen med kuvertet innehållande den som egentligen hade blivit den andra som hade blivit utröstad. Det blev till slut Sara som fick lämna huset. Därefter var det klart vilka tre finalister som valts ut: Martin, Peter och Simon.